# Pilar Nova Melle
Pilar Nova Melle es una socióloga española especializada en la Sociología del Trabajo y Sociología Industrial. Profesora de sociología del trabajo en la UNED, profesora de la Escuela de Medicina del Trabajo y miembro del GETS.

## Trayectoria
Pilar Nova Melle es doctora en Sociología, y cuenta con másteres en Técnico Superior en Prevención de Riesgos Laborales, especializándose en Ergonomía y Seguridad en el Trabajo.
Desde 1986 ha desempeñado diversos puestos docentes en: universidades españolas y extranjeras, estando en la actualidad dedicada a la labor docente en el Departamento de Sociología III (Tendencias Sociales), de la Facultad de Sociología en la UNED. Además lleva a cabo investigaciones fundamentalmente dentro de la Sociología del Trabajo, centrándose en temas relacionados con las condiciones de trabajo.
Es presidenta de la Asociación de Descendientes del Exilio Español.

## Publicaciones

### Artículos de revistas
- ¿Los inmigrantes son un gasto para los países receptores?[7]
- Juventud y prevención de riesgos laborales; algunas consideraciones en relación con el primer empleo.[8]
- Condiciones de trabajo, condiciones de vida y medicina social.[9]
- Prácticas de gestión innovadoras en las empresas españolas comparadas con el marco de la UE.[10]
- Repercusiones de la reducción de la inversión social en el mantenimiento de las políticas migratorias de inclusión.[11]
- Trabajo infantil; los riesgos laborales en situaciones legalmente prohibidas y sus consecuencias para la salud y seguridad.[12]
- La fábrica de cementos "El León" (Guadalajara).[13]

### Colaboraciones en obras colectivas
- Repercusiones de la reorganización productiva en la salud laboral y la accidentalidad.[14]
- Condiciones de trabajo y salud de los trabajadores inmigrantes en España.[15]

### Libros
- Trabajo y empresa.[16]

### Publicaciones importantes

#### Trabajo y empresa
Cuanto más se desarrollan las nuevas tecnologías en relación con la información y comunicación aplicadas a la enseñanza,van resultando más dañinas para el alumnado; sobre todo el universitario. Cada vez que un estudiante navega por este tipo de plataformas, redes y sistemas electrónicos de enseñanza, corren el riesgo de instalarse en unos hábitos de estudio y aprendizaje marcados por la confusión que pueden crear estas nuevas tecnologías, la superficialidad y la atomización.
Gente de renombre como Otto Neurath, filósofo y economista, utilizó reiteradamente la metáfora de la caja de herramientas para describir el arsenal metodológico de las ciencias sociales, así lejos de cualquier automatismo o naturalismo en el uso de los conceptos y las técnicas de investigación, el científico social debe construir y componer su objeto de conocimiento observando con una mirada educada teóricamente la realidad humana. Sin teoría no hay observación empírica posible y sin métodos no hay camino sensato al conocimiento social relevante.

#### Artículo en la revista Medicina y Seguridad del Trabajo: Trabajo infantil
Los riesgos laborales en situaciones legalmente prohibidas y sus consecuencias para la salud y la seguridad. El trabajo infantil está prohibido por todas las legislaciones del mundo, pero a pesar de ello son millones los niños que trabajan. El hecho de que los niños trabajen les impide estar escolarizados, así sus condiciones de trabajo tienen pocas posibilidades de mejorar y se perpetúa el círculo de la pobreza. Si las condiciones de trabajo de los adultos son en muchos casos nocivas desde el punto de vista de la seguridad y la salud, los niños las sufren doblemente; por realizar trabajos rechazados por los adultos y por su fragilidad física.

#### Trabajo y sociedad
Este libro busca demostrar que la población inmigrante, todavía en esta situación de desempleo generalizado. Esto sigue siendo una inversión que genera beneficios incuestionables en diferentes ámbitos. Para contrastar esta premisa con los datos reales, se analiza la Encuesta de Población Activa, la Pirámide de Población, el Padrón Municipal de habitantes, la utilización de los servicios sanitarios, la escolarización y los gastos en educación, así como las partidas presupuestarias dedicadas por el Gobierno al mantenimiento de las políticas sociales.